# Cladonia farinacea
Cladonia farinacea (Vain.) A. Evans (1950), è una specie di lichene appartenente al genere Cladonia,  dell'ordine Lecanorales.
Il nome proprio deriva dall'aggettivo latino farinaceus, -a, -um, che significa avente la consistenza della farina, ad indicarne l'aspetto farinoso tendente allo sbriciolamento dei soredi.

## Caratteristiche fisiche
Molto simile nell'aspetto alla C. scabriuscula, se ne discosta per l'aspetto farinoso dei soredi, non accompagnati da squamule. I podezi sono abbastanza lunghi, subcorticati, areolati e ramificati in modo semplice o irregolare.
Il fotobionte è principalmente un'alga verde delle Trentepohlia.
Analisi biochimiche come l'analisi filogenetica POY, che discrimina le inferenze filogenetiche fra specie di uno stesso genere, hanno stabilito che questa specie di Cladonia, insieme a C. furcata, C. scabriuscula e C. multiformis sono monofiletiche e più strettamente imparentate fra loro nell'ambito della sezione Ascyphiferae delle altre specie di Cladonia appartenenti alla sezione.

## Località di ritrovamento
La specie è stata rinvenuta nelle seguenti località:
- USA (Hawaii, Maine, Michigan, New York, Virginia Occidentale, Wisconsin);
- Canada (Nuovo Brunswick);
- India (Tamil Nadu);
- Iran (Mazandaran);

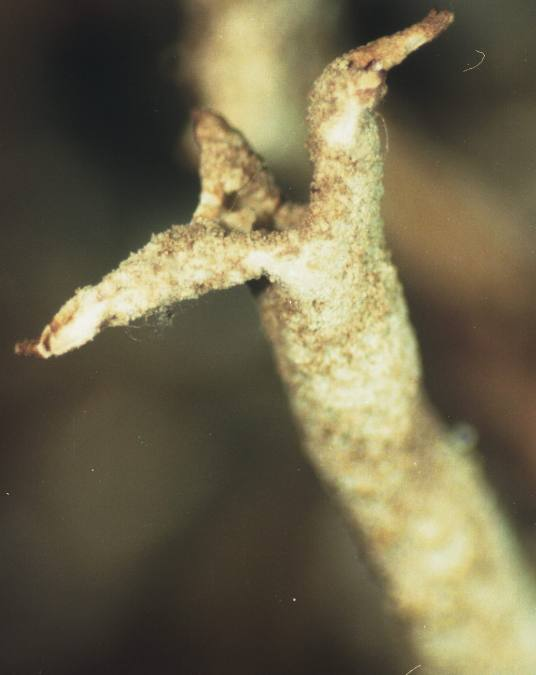
Cladonia farinacea, podezio

- Argentina, Bhutan, Cile, Corea del Sud, Oceania.

## Tassonomia
Questa specie appartiene alla sezione Ascyphiferae; a tutto il 2008 non sono state identificate forme, sottospecie e varietà.

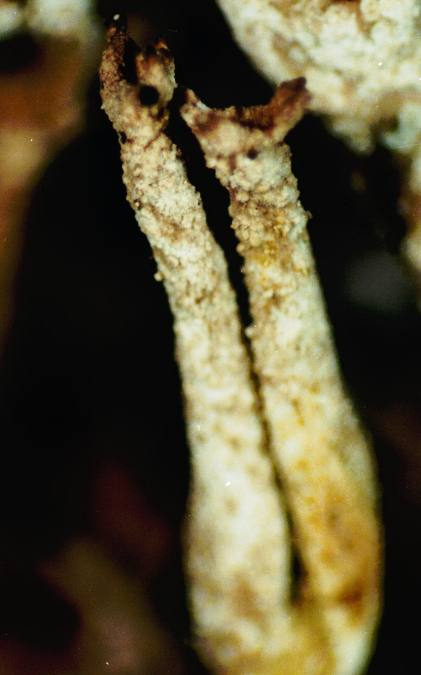
Cladonia farinacea, podezi con apoteci